# Mutua Madrid Open 2015

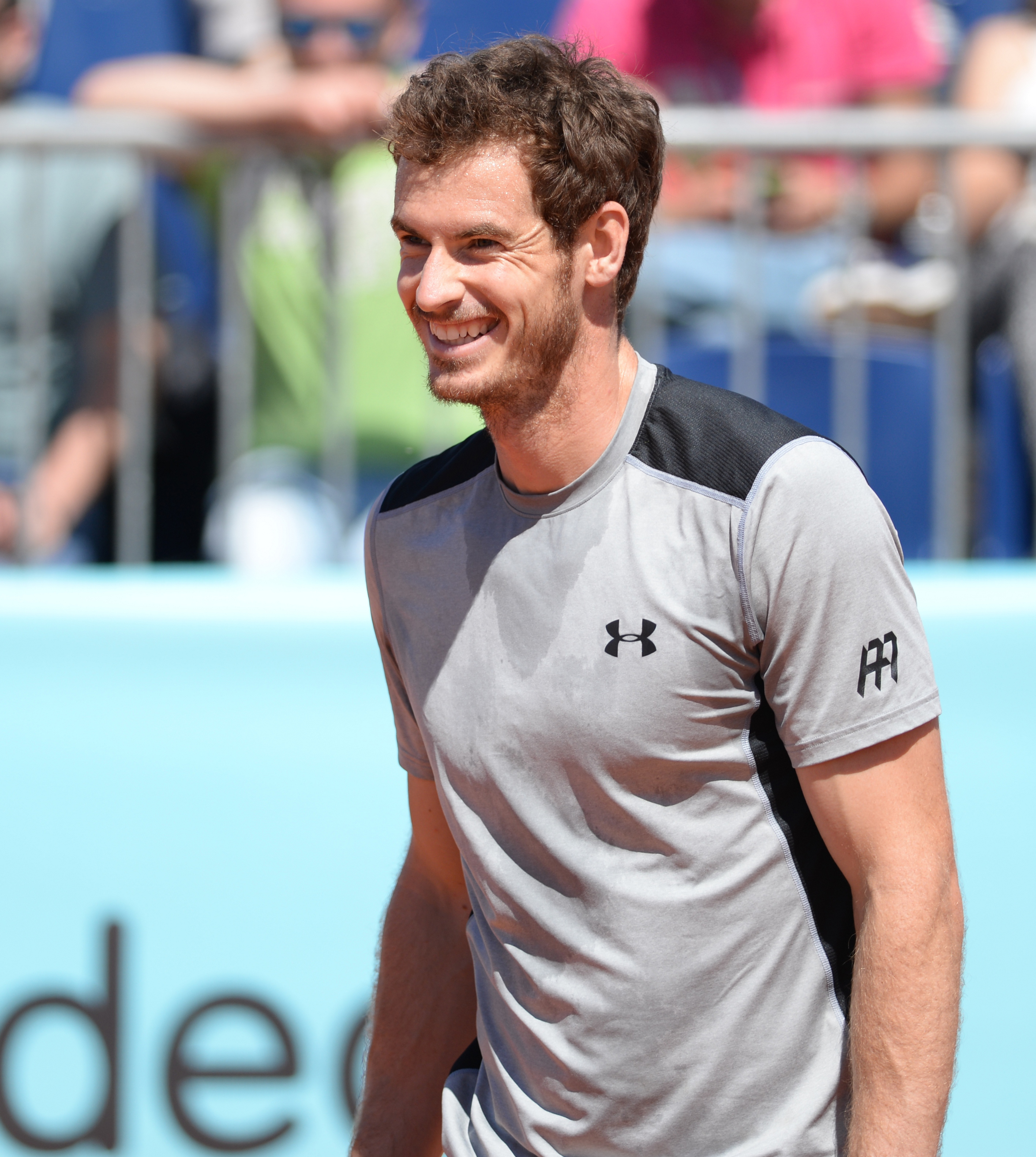
Победитель мужского одиночного турнира Энди Маррей.

Mutua Madrid Open 2015 — 26-й розыгрыш ежегодного профессионального теннисного турнира среди мужчин и женщин, проводящегося в испанском городе Мадрид и являющегося частью тура ATP в рамках серии Masters 1000 и тура WTA в рамках серии Premier Mandatory.
В 2015 году турнир прошёл с 3 по 10 мая. Соревнование продолжало околоевропейскую серию грунтовых турниров, подготовительную к майскому Roland Garros.
Прошлогодние победители:
- в мужском одиночном разряде —  Рафаэль Надаль
- в женском одиночном разряде —  Мария Шарапова
- в мужском парном разряде —  Даниэль Нестор и  Ненад Зимонич
- в женском парном разряде —  Сара Эррани и  Роберта Винчи

## Общая информация
Мужской одиночный турнир собрал девять представителей Top-10 мирового рейтинга: из первой десятки отсутствовал только лидер классификации Новак Джокович. Первым номером посева стал лидер классификации и трёхкратный чемпион турнира Роджер Федерер, а вторым Энди Маррей. Прошлогодний чемпион Рафаэль Надаль выступил в качестве третьего номера посева. Раньше всех из фаворитов проиграл швейцарец Федерер, который выбыл уже в втором раунде, уступив австралийцу Нику Кирьос. Надаль и Маррей смогли дойти до финала и разыграли главный трофей между собой. В итоге победу одержал Энди, который спустя семь лет во второй раз завоевал титул в Мадриде (до этого в 2008 году, когда турнир был ещё на хардовом покрытии).
В мужском парном разряде также как и в одиночном турнире первые номера посева Боб Брайан и Майк Брайан выбыли на старте, проиграв Хуану Себастьяну Кабалю и Адриану Маннарино. Прошлогодние победители Ненад Зимонич и Даниэль Нестор не защищали титул, однако оба приняли участие в турнире. Нестор в паре с Леандером Паесом, а Зимонич в альянсе с Марцином Матковским остановился в шаге от титула, дойдя до финала. В решающем матче их обыграл несеянный дуэт Рохан Бопанна и Флорин Мерджа, впервые ставший чемпионом соревнований.
Женский одиночный турнир собрал всех сильнейших теннисисток мира: все 16 номеров посева заняли, соответствующие им в мировом рейтинге теннисистки. Первый номер посева и лидер мирового тенниса Серена Уильямс смогла на турнире пройти до стадии полуфинала, где её обыграла № 4 посева Петра Квитова. Прошлогодняя победительница турнира Мария Шарапова, защищая свой титул, также смогла дойти до полуфинала, где она проиграла соотечественнице Светлане Кузнецовой. В финальном противостоянии Квитовой и Кузнецовой сильнее оказалась чешка Квитова, которая во второй раз выиграл местный турнир (до этого в 2011 году).
В женском парном разряде первые номера посева Саня Мирза и Мартина Хингис проиграли на турнире в четвертьфинале. Прошлогодние чемпионки Роберта Винчи и Сара Эррани не защищали свой титул. По итогу победу смог одержать дуэт австралийки Кейси Деллакква и представительницы Казахстана Ярославы Шведовой, который в финале обыграл третью пару соревнований Гарбинью Мугурусу и Карлу Суарес Наварро. испанская пара второй год подряд останавливается в шаге от завоевания титула.

## Соревнования

### Мужчины. Одиночный турнир
Энди Маррей обыграл  Рафаэля Надаля со счётом 6-3, 6-2.
- Маррей выигрывает 2-й титул в сезоне и 33-й за карьеру в основном туре ассоциации.
- Надаль уступает 1-й финал в сезоне и 29-й за карьеру в основном туре ассоциации.

### Женщины. Одиночный турнир
Петра Квитова обыграла  Светлану Кузнецову со счётом 6-1, 6-2.
- Квитова выигрывает 2-й титул в сезоне и 31-й за карьеру в туре ассоциации.
- Кузнецова уступает 1-й финал в сезоне и 21-й за карьеру в туре ассоциации.

### Мужчины. Парный турнир
Рохан Бопанна /  Флорин Мерджа обыграли  Марцина Матковского /  Ненада Зимонича со счётом 6-2, 6(5)-7, [11-9].
- Бопанна выигрывает 3-й титул в сезоне и 13-й за карьеру в основном туре ассоциации.
- Мерджа выигрывает 1-й титул в сезоне и 4-й за карьеру в основном туре ассоциации.

### Женщины. Парный турнир
Кейси Деллакква /  Ярослава Шведова обыграли  Гарбинье Мугурусу Бланко /  Карлу Суарес Наварро со счётом 6-3, 6(4)-7, [10-5].
- Деллакква выигрывает 1-й титул в сезоне и 4-й за карьеру в туре ассоциации.
- Шведова выигрывает 1-й титул в сезоне и 11-й за карьеру в туре ассоциации.